# Paredes (Cuenca)
Paredes (auch: Paredes de Melo) ist eine Gemeinde (Municipio) und ein Dorf mit 68 Einwohnern (Stand: 2024) in der Provinz Cuenca in der Autonomen Region Kastilien-La Mancha. 

## Lage
Paredes liegt etwa 60 Kilometer westlich von Cuenca in einer Höhe von ca. 830 m. Durch die Gemeinde führt die Autovía A-40.

## Bevölkerungsentwicklung
| 1970 | 1981 | 1991 | 2001 | 2011 | 2021 |
| ---- | ---- | ---- | ---- | ---- | ---- |
| 138  | 85   | 76   | 79   | 79   | 60   |

## Sehenswürdigkeiten

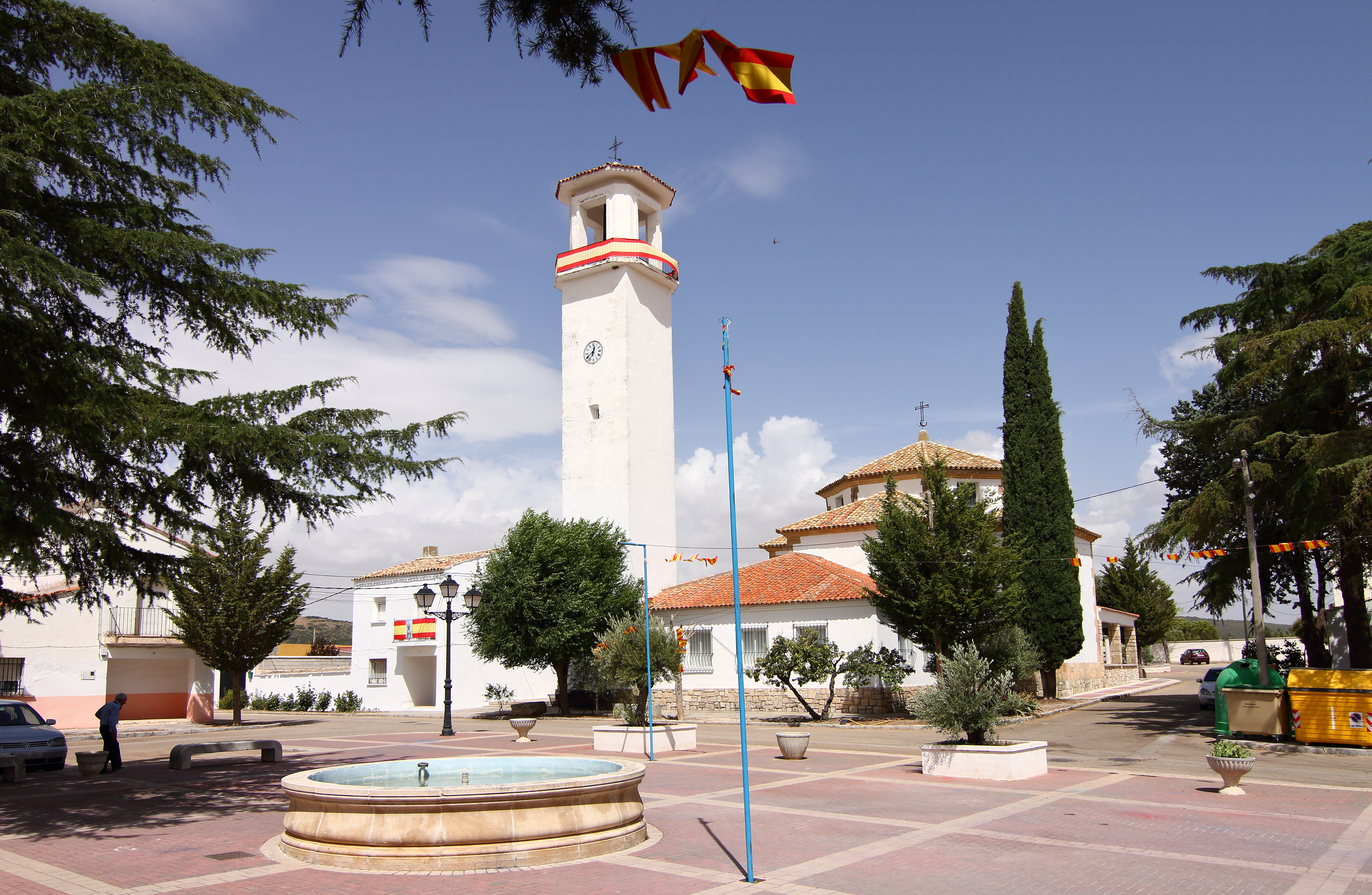
Marienkirche
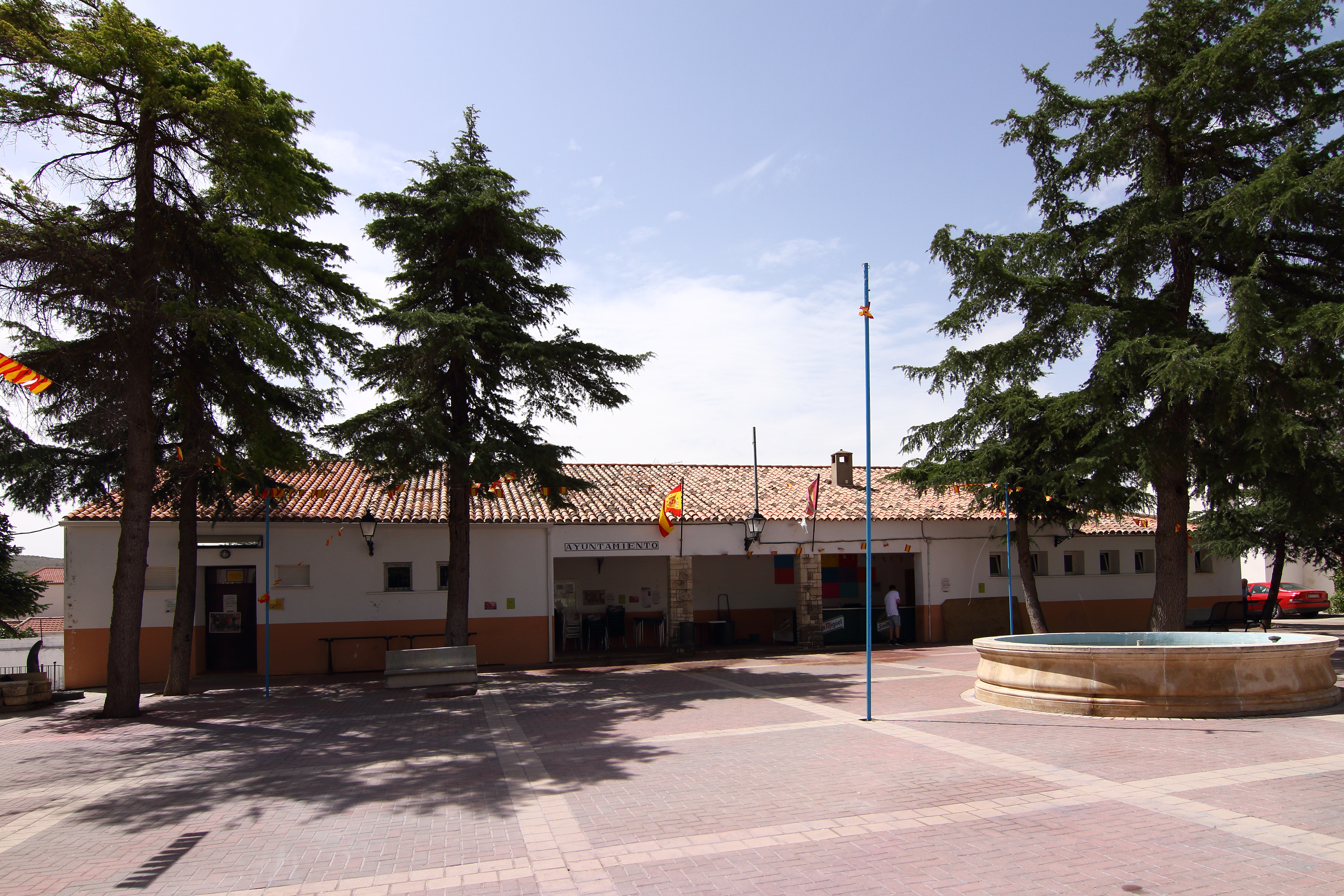
Rathaus

- Marienkirche
- Rathaus